# Wacław Franciszek Sierpiński
Wacław Franciszek Sierpiński, poljski matematik, * 14. marec 1882, Varšava, Poljska, † 21. oktober 1969, Varšava.
Sierpiński je raziskoval v teoriji množic (aksiom izbire, domneva kontinuuma), teoriji števil, teoriji funkcij in topologiji. Objavil je nad 700 znanstvenih člankov in 50 knjig. Dve od njih, Uvod v splošno topologijo (1934) in Splošna topologija (1952, je Cecilia Krieger prevedla v angleščino.
Trije znani fraktali se imenujejo po njem: trikotnik Sierpińskega, preproga Sierpińskega in krivulja Sierpińskega. Prav tako se po njem imenujejo števila Sierpińskega in z njimi povezan problem Sierpińskega.